# Химец, Василий Александрович
Василий Александрович Химец (21 января 1861 — 1919) — генерал-лейтенант Российской императорской армии. С 1909 по 1914 год был начальником Офицерской кавалерийской школы. Участник Первой мировой войны. После Октябрьской революции служил в Красной армии.

## Биография
Василий Александрович Химец родился 24 января 1861 года. Общее образование получил в Орловской Бахтина военной гимназии.
31 августа 1879 года вступил на службу в Российскую императорскую армию. В 1881 году окончил Николаевское кавалерийское училище, из которого был выпущен в лейб-гвардии Конно-Гренадерский полк в чине прапорщика, со старшинством с 8 октября 1881 года. Был произведён в чин поручика, со старшинством с 8 августа 1885 года. 6 июля 1889 года был назначен экстраординарным профессором Николаевского кавалерийского училища. В чин штабс-ротмистра был произведён со старшинством с 30 августа 1890 года
Окончил Офицерскую кавалерийскую школу с оценкой «успешно». В чин ротмистра был произведён со старшинством с 6 декабря 1896 года, а 19 мая 1897 года получил старшинство в чине подполковника. С 20 мая 1897 года по 12 ноября 1898 года был штаб-офицером и заведующий курсом обучения наездников в Офицерской кавалерийской школе, а 5 апреля 1899 года был назначен начальником офицерского отделения Офицерской кавалерийской школы. В чин полковника был произведён со старшинством с 1 апреля 1901 года. В период с 12 апреля 1902 по 7 января 1909 года был помощником начальника Офицерской кавалерийской школы. В 1907 году «за отличие» был произведён в генерал-майоры, со старшинством с 31 мая 1907 года. С 7 января 1909 года по 15 августа 1914 года был начальником Офицерской кавалерийской школы. С 25 мая 1913 года параллельно занимал должность члена Совета Главного управления государственного коннозаводства. В 1913 году «за отличие» был произведён в генерал-лейтенанты, со старшинством с 31 мая 1913 года
Принимал участие в Первой мировой войне. 15 августа 1914 году был назначен командиром 4-й отдельной кавалерийской бригады, которая была сформирована из полка Офицерской кавалерийской школы, Финляндского драгунского полка и конной батареи Офицерской кавалерийской школы. В сентябре 1914 года принимал участие в боях в составе 10-й армии Северо-Западного фронта. Высочайшим приказом от 2 марта 1915 года был отчислен от должности и назначен в резерв чинов при штабе Двинского военного округа. 4 июля 1915 года был назначен начальником управления по ремонтированию армии. По состоянию на 6 декабря 1916 года служил в том же чине и должности.
После Октябрьской революции был призван в Красную армию. Скончался в 1919 году в Москве.

## Награды
Василий Александрович Химец был пожалован следующими орденами:
- Орден Святого Владимира 2-й степени (6 декабря 1916)
— за отлично-ревностную службу и особые труды, вызваные обстоятельствами текущей войны;
- Орден Святого Владимира 3-й степени (1910);
- Орден Святой Анны 1-й степени (6 декабря 1915);
- Орден Святой Анны 2-й степени (1902);
- Орден Святого Станислава 1-й степени (1913)
- Орден Святого Станислава 2-й степени (1895)[2][3].